# مسابقات قهرمانی بسکتبال آسیا ۱۹۹۵
مسابقات قهرمانی بسکتبال آسیا ۱۹۹۵ هجدهمین دورهٔ قهرمانی آسیا برای مردان می‌باشد که از ۱۷ تا ۲۶ ژوئن در سئول، کره جنوبی برگزار گردید.

## دور مقدماتی

### گروه A
| تیم       | بازی | برد | باخت | امتیاز برده | امتیاز باخته | تفاضل | امتیازات |
| --------- | ---- | --- | ---- | ----------- | ------------ | ----- | -------- |
| چین       | ۴    | ۴   | ۰    | ۳۶۰         | ۱۸۹          | ۱۷۱+  | ۸        |
| قرقیزستان | ۴    | ۳   | ۱    | ۲۴۷         | ۲۴۴          | ۳+    | ۷        |
| هند       | ۴    | ۲   | ۲    | ۲۲۷         | ۲۴۲          | ۱۵–   | ۶        |
| کویت      | ۴    | ۱   | ۳    | ۲۱۴         | ۲۶۷          | ۵۳–   | ۵        |
| اردن      | ۴    | ۰   | ۴    | ۱۹۷         | ۳۰۳          | ۱۰۶–  | ۴        |

| ۱۷ ژوئن |

|  |

| چین                               | ۹۷–۴۷ | قرقیزستان |
| امتیاز بر پایه نیمه: ۴۱–۲۲, ۵۶–۲۵ |       |           |

| ۱۷ ژوئن |

|  |

| اردن                              | ۴۴–۶۶ | هند |
| امتیاز بر پایه نیمه: ۲۳–۳۴, ۲۱–۳۲ |       |     |

| ۱۸ ژوئن |

|  |

| قرقیزستان                         | ۵۷–۵۰ | کویت |
| امتیاز بر پایه نیمه: ۳۴–۲۷, ۲۳–۲۳ |       |      |

| ۱۸ ژوئن |

|  |

| چین                               | ۱۰۰–۴۴ | اردن |
| امتیاز بر پایه نیمه: ۵۳–۲۲, ۴۷–۲۲ |        |      |

| ۱۹ ژوئن |

|  |

| کویت                              | ۴۲–۶۸ | هند |
| امتیاز بر پایه نیمه: ۲۶–۳۰, ۱۶–۳۸ |       |     |

| ۱۹ ژوئن |

|  |

| اردن                              | ۵۱–۶۶ | قرقیزستان |
| امتیاز بر پایه نیمه: ۲۷–۳۶, ۲۴–۳۰ |       |           |

| ۲۰ ژوئن |

|  |

| کویت                              | ۷۱–۵۸ | اردن |
| امتیاز بر پایه نیمه: ۳۴–۳۱, ۳۷–۲۷ |       |      |

| ۲۰ ژوئن |

|  |

| هند                               | ۴۷–۷۹ | چین |
| امتیاز بر پایه نیمه: ۲۵–۴۳, ۲۲–۳۶ |       |     |

| ۲۱ ژوئن |

|  |

| چین                               | ۸۴–۵۱ | کویت |
| امتیاز بر پایه نیمه: ۴۲–۲۱, ۴۲–۳۰ |       |      |

| ۲۱ ژوئن |

|  |

| قرقیزستان                         | ۷۷–۴۶ | هند |
| امتیاز بر پایه نیمه: ۳۹–۲۵, ۳۸–۲۱ |       |     |

### گروه B
| تیم               | بازی | برد | باخت | امتیاز برده | امتیاز باخته | تفاضل | امتیازات |
| ----------------- | ---- | --- | ---- | ----------- | ------------ | ----- | -------- |
| کرهٔ جنوبی         | ۳    | ۳   | ۰    | ۲۶۴         | ۲۰۵          | ۵۹+   | ۶        |
| ازبکستان          | ۳    | ۲   | ۱    | ۲۲۵         | ۱۹۰          | ۳۵+   | ۵        |
| امارات متحدهٔ عربی | ۳    | ۱   | ۲    | ۱۷۳         | ۲۰۹          | ۳۶–   | ۴        |
| فیلیپین           | ۳    | ۰   | ۳    | ۱۹۲         | ۲۵۰          | ۵۸–   | ۳        |

| ۱۷ ژوئن |

|  |

| ازبکستان                          | ۶۸–۸۸ | کرهٔ جنوبی |
| امتیاز بر پایه نیمه: ۳۶–۳۸, ۳۲–۵۰ |       |           |

| ۱۸ ژوئن |

|  |

| کرهٔ جنوبی                         | ۷۸–۶۱ | امارات متحدهٔ عربی |
| امتیاز بر پایه نیمه: ۴۵–۳۱, ۳۳–۳۰ |       |                   |

| ۱۸ ژوئن |

|  |

| فیلیپین                           | ۶۰–۸۲ | ازبکستان |
| امتیاز بر پایه نیمه: ۳۲–۴۵, ۲۸–۳۷ |       |          |

| ۱۹ ژوئن |

|  |

| امارات متحدهٔ عربی                 | ۷۰–۵۶ | فیلیپین |
| امتیاز بر پایه نیمه: ۳۲–۳۸, ۳۸–۱۸ |       |         |

| ۲۰ ژوئن |

|  |

| ازبکستان                          | ۷۵–۴۲ | امارات متحدهٔ عربی |
| امتیاز بر پایه نیمه: ۳۱–۲۴, ۴۴–۱۸ |       |                   |

| ۲۰ ژوئن |

|  |

| فیلیپین                           | ۷۶–۹۸ | کرهٔ جنوبی |
| امتیاز بر پایه نیمه: ۳۸–۴۶, ۳۸–۵۲ |       |           |

### گروه C
| تیم      | بازی | برد | باخت | امتیاز برده | امتیاز باخته | تفاضل | امتیازات |
| -------- | ---- | --- | ---- | ----------- | ------------ | ----- | -------- |
| ژاپن     | ۴    | ۴   | ۰    | ۳۷۹         | ۲۴۷          | ۱۳۲+  | ۸        |
| قزاقستان | ۴    | ۳   | ۱    | ۳۴۰         | ۲۹۲          | ۴۸+   | ۷        |
| ایران    | ۴    | ۲   | ۲    | ۳۵۰         | ۳۱۷          | ۳۳+   | ۶        |
| تایلند   | ۴    | ۱   | ۳    | ۲۴۲         | ۳۴۳          | ۱۰۱–  | ۵        |
| اندونزی  | ۴    | ۰   | ۴    | ۲۳۲         | ۳۴۴          | ۱۱۲–  | ۴        |

| ۱۷ ژوئن |

|  |

| اندونزی                           | ۶۶–۷۱ | تایلند |
| امتیاز بر پایه نیمه: ۳۶–۳۴, ۳۰–۳۷ |       |        |

| ۱۷ ژوئن |

|  |

| ایران                             | ۷۴–۸۷ | قزاقستان |
| امتیاز بر پایه نیمه: ۳۳–۴۴, ۴۱–۴۳ |       |          |

| ۱۸ ژوئن |

|  |

| قزاقستان                          | ۸۲–۹۰ | ژاپن |
| امتیاز بر پایه نیمه: ۴۰–۴۶, ۴۲–۴۴ |       |      |

| ۱۸ ژوئن |

|  |

| ایران                             | ۹۸–۶۹ | اندونزی |
| امتیاز بر پایه نیمه: ۴۹–۴۹, ۴۹–۲۰ |       |         |

| ۱۹ ژوئن |

|  |

| ژاپن                              | ۹۱–۴۳ | تایلند |
| امتیاز بر پایه نیمه: ۵۰–۱۷, ۴۱–۲۶ |       |        |

| ۱۹ ژوئن |

|  |

| اندونزی                           | ۵۸–۸۰ | قزاقستان |
| امتیاز بر پایه نیمه: ۴۰–۴۷, ۱۸–۳۳ |       |          |

| ۲۰ ژوئن |

|  |

| ژاپن                              | ۹۵–۳۹ | اندونزی |
| امتیاز بر پایه نیمه: ۵۴–۱۶, ۴۱–۲۳ |       |         |

| ۲۰ ژوئن |

|  |

| تایلند                            | ۵۸–۹۵ | ایران |
| امتیاز بر پایه نیمه: ۲۴–۵۶, ۳۴–۳۹ |       |       |

| ۲۱ ژوئن |

|  |

| ایران                             | ۸۳–۱۰۳ | ژاپن |
| امتیاز بر پایه نیمه: ۳۹–۴۶, ۴۴–۵۷ |        |      |

| ۲۱ ژوئن |

|  |

| قزاقستان                          | ۹۱–۷۰ | تایلند |
| امتیاز بر پایه نیمه: ۵۳–۳۷, ۳۸–۳۳ |       |        |

### گروه D
| تیم           | بازی | برد | باخت | امتیاز برده | امتیاز باخته | تفاضل | امتیازات |
| ------------- | ---- | --- | ---- | ----------- | ------------ | ----- | -------- |
| تایوان        | ۴    | ۴   | ۰    | ۳۷۰         | ۲۲۶          | ۱۴۴+  | ۸        |
| عربستان سعودی | ۴    | ۳   | ۱    | ۳۳۰         | ۲۲۷          | ۱۰۳+  | ۷        |
| مالزی         | ۴    | ۲   | ۲    | ۲۸۰         | ۳۳۴          | ۵۴–   | ۶        |
| هنگ کنگ       | ۴    | ۱   | ۳    | ۲۵۰         | ۲۸۲          | ۳۲–   | ۵        |
| سری‌لانکا      | ۴    | ۰   | ۴    | ۱۵۲         | ۳۱۳          | ۱۶۱–  | ۴        |

| ۱۷ ژوئن |

|  |

| تایوان                           | ۹۶–۲۷ | سری‌لانکا |
| امتیاز بر پایه نیمه: ۴۹–۹, ۴۷–۱۸ |       |          |

| ۱۷ ژوئن |

|  |

| هنگ کنگ                           | ۷۲–۷۳ | مالزی |
| امتیاز بر پایه نیمه: ۴۴–۳۱, ۲۸–۴۲ |       |       |

| ۱۸ ژوئن |

|  |

| تایوان                            | ۸۳–۵۷ | هنگ کنگ |
| امتیاز بر پایه نیمه: ۳۷–۲۱, ۴۶–۳۶ |       |         |

| ۱۸ ژوئن |

|  |

| سری‌لانکا                         | ۲۹–۶۵ | عربستان سعودی |
| امتیاز بر پایه نیمه: ۲۱–۳۴, ۸–۳۱ |       |               |

| ۱۹ ژوئن |

|  |

| عربستان سعودی                     | ۱۰۹–۴۳ | مالزی |
| امتیاز بر پایه نیمه: ۵۰–۲۷, ۵۹–۱۶ |        |       |

| ۱۹ ژوئن |

|  |

| هنگ کنگ                           | ۶۱–۳۹ | سری‌لانکا |
| امتیاز بر پایه نیمه: ۳۳–۲۱, ۲۸–۱۸ |       |          |

| ۲۰ ژوئن |

|  |

| مالزی                             | ۷۳–۹۶ | تایوان |
| امتیاز بر پایه نیمه: ۳۹–۴۴, ۳۴–۵۲ |       |        |

| ۲۰ ژوئن |

|  |

| عربستان سعودی                     | ۸۷–۶۰ | هنگ کنگ |
| امتیاز بر پایه نیمه: ۵۷–۲۴, ۳۰–۳۶ |       |         |

| ۲۱ ژوئن |

|  |

| تایوان                            | ۹۵–۶۹ | عربستان سعودی |
| امتیاز بر پایه نیمه: ۴۷–۳۹, ۴۸–۳۰ |       |               |

| ۲۱ ژوئن |

|  |

| سری‌لانکا                          | ۵۷–۹۱ | مالزی |
| امتیاز بر پایه نیمه: ۳۷–۵۱, ۲۰–۴۰ |       |       |

## دور یک‌چهارم نهایی

### گروه I
| تیم           | بازی | برد | باخت | امتیاز برده | امتیاز باخته | تفاضل | امتیازات |
| ------------- | ---- | --- | ---- | ----------- | ------------ | ----- | -------- |
| چین           | ۳    | ۳   | ۰    | ۲۴۲         | ۱۷۳          | ۶۹+   | ۶        |
| ژاپن          | ۳    | ۲   | ۱    | ۲۲۹         | ۱۹۷          | ۳۲+   | ۵        |
| عربستان سعودی | ۳    | ۱   | ۲    | ۲۱۵         | ۲۴۴          | ۲۹–   | ۴        |
| ازبکستان      | ۳    | ۰   | ۳    | ۱۷۸         | ۲۵۰          | ۷۲–   | ۳        |

| ۲۲ ژوئن |

|  |

| ژاپن                              | ۸۸–۶۳ | ازبکستان |
| امتیاز بر پایه نیمه: ۴۳–۴۳, ۴۵–۲۰ |       |          |

| ۲۲ ژوئن |

|  |

| چین                               | ۹۲–۶۹ | عربستان سعودی |
| امتیاز بر پایه نیمه: ۴۴–۳۰, ۴۸–۳۹ |       |               |

| ۲۳ ژوئن |

|  |

| عربستان سعودی                     | ۶۱–۸۰ | ژاپن |
| امتیاز بر پایه نیمه: ۳۲–۴۹, ۲۹–۳۱ |       |      |

| ۲۳ ژوئن |

|  |

| ازبکستان                          | ۴۳–۷۷ | چین |
| امتیاز بر پایه نیمه: ۲۱–۴۴, ۲۲–۳۳ |       |     |

| ۲۴ ژوئن |

|  |

| ازبکستان                          | ۷۲–۸۵ | عربستان سعودی |
| امتیاز بر پایه نیمه: ۴۳–۴۹, ۲۹–۳۶ |       |               |

| ۲۴ ژوئن |

|  |

| چین                               | ۷۳–۶۱ | ژاپن |
| امتیاز بر پایه نیمه: ۴۳–۳۴, ۳۰–۲۷ |       |      |

### گروه II
| تیم       | بازی | برد | باخت | امتیاز برده | امتیاز باخته | تفاضل | امتیازات | تساوی‌شکنی   |
| --------- | ---- | --- | ---- | ----------- | ------------ | ----- | -------- | ----------- |
| کرهٔ جنوبی | ۳    | ۲   | ۱    | ۲۶۱         | ۱۹۳          | ۶۸+   | ۵        | ۱–۱ / ۱٫۱۵۶ |
| تایوان    | ۳    | ۲   | ۱    | ۲۱۳         | ۱۸۲          | ۳۱+   | ۵        | ۱–۱ / ۱٫۰۰۰ |
| قزاقستان  | ۳    | ۲   | ۱    | ۲۳۵         | ۲۳۳          | ۲+    | ۵        | ۱–۱ / ۰٫۸۶۹ |
| قرقیزستان | ۳    | ۰   | ۳    | ۱۹۷         | ۲۹۸          | ۱۰۱–  | ۳        |             |

| ۲۲ ژوئن |

|  |

| کرهٔ جنوبی                         | ۸۶–۶۵ | قزاقستان |
| امتیاز بر پایه نیمه: ۲۳–۲۶, ۳۳–۳۹ |       |          |

| ۲۲ ژوئن |

|  |

| تایوان                            | ۸۳–۵۲ | قرقیزستان |
| امتیاز بر پایه نیمه: ۴۵–۲۵, ۳۸–۲۷ |       |           |

| ۲۳ ژوئن |

|  |

| قزاقستان                          | ۶۸–۶۷ | تایوان |
| امتیاز بر پایه نیمه: ۳۲–۳۴, ۳۶–۳۳ |       |        |

| ۲۳ ژوئن |

|  |

| قرقیزستان                         | ۶۵–۱۱۳ | کرهٔ جنوبی |
| امتیاز بر پایه نیمه: ۳۴–۵۵, ۳۱–۵۸ |        |           |

| ۲۴ ژوئن |

|  |

| کرهٔ جنوبی                         | ۶۲–۶۳ | تایوان |
| امتیاز بر پایه نیمه: ۳۲–۳۳, ۳۰–۳۰ |       |        |

| ۲۴ ژوئن |

|  |

| قرقیزستان                         | ۸۰–۱۰۲ | قزاقستان |
| امتیاز بر پایه نیمه: ۳۶–۵۰, ۴۴–۵۲ |        |          |

### گروه III
| تیم     | بازی | برد | باخت | امتیاز برده | امتیاز باخته | تفاضل | امتیازات |
| ------- | ---- | --- | ---- | ----------- | ------------ | ----- | -------- |
| ایران   | ۳    | ۳   | ۰    | ۲۴۴         | ۱۸۶          | ۵۸+   | ۶        |
| فیلیپین | ۳    | ۲   | ۱    | ۲۰۵         | ۲۱۰          | ۵–    | ۵        |
| هند     | ۳    | ۱   | ۲    | ۲۲۴         | ۲۴۴          | ۲۰–   | ۴        |
| هنگ کنگ | ۳    | ۰   | ۳    | ۲۰۶         | ۲۳۹          | ۳۳–   | ۳        |

| ۲۲ ژوئن |

|  |

| ایران                             | ۶۸–۵۳ | فیلیپین |
| امتیاز بر پایه نیمه: ۳۷–۲۵, ۳۱–۲۸ |       |         |

| ۲۲ ژوئن |

|  |

| هند                               | ۸۲–۷۳ | هنگ کنگ |
| امتیاز بر پایه نیمه: ۴۰–۳۰, ۴۲–۴۳ |       |         |

| ۲۳ ژوئن |

|  |

| هنگ کنگ                           | ۶۸–۸۸ | ایران |
| امتیاز بر پایه نیمه: ۳۱–۵۱, ۳۷–۳۷ |       |       |

| ۲۳ ژوئن |

|  |

| فیلیپین                           | ۸۳–۷۷ | هند |
| امتیاز بر پایه نیمه: ۳۴–۳۵, ۴۹–۴۲ |       |     |

| ۲۴ ژوئن |

|  |

| فیلیپین                           | ۶۹–۶۵ | هنگ کنگ |
| امتیاز بر پایه نیمه: ۳۳–۳۱, ۳۶–۳۴ |       |         |

| ۲۴ ژوئن |

|  |

| هند                               | ۶۵–۸۸ | ایران |
| امتیاز بر پایه نیمه: ۳۳–۴۵, ۳۲–۴۳ |       |       |

### گروه IV
| تیم               | بازی | برد | باخت | امتیاز برده | امتیاز باخته | تفاضل | امتیازات |
| ----------------- | ---- | --- | ---- | ----------- | ------------ | ----- | -------- |
| امارات متحدهٔ عربی | ۳    | ۳   | ۰    | ۱۷۹         | ۱۵۴          | ۲۵+   | ۶        |
| کویت              | ۳    | ۲   | ۱    | ۲۰۸         | ۱۸۱          | ۲۷+   | ۵        |
| مالزی             | ۳    | ۱   | ۲    | ۱۸۴         | ۲۰۰          | ۱۶–   | ۴        |
| تایلند            | ۳    | ۰   | ۳    | ۱۷۰         | ۲۰۶          | ۳۶–   | ۳        |

| ۲۲ ژوئن |

|  |

| مالزی                             | ۶۵–۷۳ | کویت |
| امتیاز بر پایه نیمه: ۲۸–۴۰, ۳۷–۳۳ |       |      |

| ۲۲ ژوئن |

|  |

| امارات متحدهٔ عربی                 | ۵۵–۵۱ | تایلند |
| امتیاز بر پایه نیمه: ۳۲–۱۹, ۲۳–۳۲ |       |        |

| ۲۳ ژوئن |

|  |

| تایلند                            | ۶۶–۷۲ | مالزی |
| امتیاز بر پایه نیمه: ۳۲–۳۹, ۳۴–۳۳ |       |       |

| ۲۳ ژوئن |

|  |

| کویت                              | ۵۶–۶۳ | امارات متحدهٔ عربی |
| امتیاز بر پایه نیمه: ۳۳–۳۴, ۲۳–۲۹ |       |                   |

| ۲۴ ژوئن |

|  |

| کویت                              | ۷۹–۵۳ | تایلند |
| امتیاز بر پایه نیمه: ۴۳–۳۶, ۳۶–۱۷ |       |        |

| ۲۴ ژوئن |

|  |

| امارات متحدهٔ عربی                 | ۶۱–۴۷ | مالزی |
| امتیاز بر پایه نیمه: ۳۵–۲۰, ۲۶–۲۷ |       |       |

## رده‌بندی هفدهم تا نوزدهم
| تیم      | بازی | برد | باخت | امتیاز برده | امتیاز باخته | تفاضل | امتیازات |
| -------- | ---- | --- | ---- | ----------- | ------------ | ----- | -------- |
| اردن     | ۲    | ۲   | ۰    | ۱۴۱         | ۹۳           | ۴۸+   | ۴        |
| اندونزی  | ۲    | ۱   | ۱    | ۱۵۱         | ۱۳۱          | ۲۰+   | ۳        |
| سری‌لانکا | ۲    | ۰   | ۲    | ۸۷          | ۱۵۵          | ۶۸–   | ۲        |

| ۲۲ ژوئن |

|  |

| اردن                              | ۷۶–۶۱ | اندونزی |
| امتیاز بر پایه نیمه: ۴۱–۳۵, ۳۵–۲۶ |       |         |

| ۲۳ ژوئن |

|  |

| سری‌لانکا                         | ۳۲–۶۵ | اردن |
| امتیاز بر پایه نیمه: ۲۵–۳۸, ۷–۲۷ |       |      |

| ۲۴ ژوئن |

|  |

| اندونزی                           | ۹۰–۵۵ | سری‌لانکا |
| امتیاز بر پایه نیمه: ۴۷–۲۹, ۴۳–۲۶ |       |          |

## رده‌بندی پنجم تا شانزدهم

### مکان پانزدهم
| ۲۵ ژوئن |

|  |

| تایلند                            | ۶۶–۷۸ | هنگ کنگ |
| امتیاز بر پایه نیمه: ۳۹–۴۱, ۲۷–۳۷ |       |         |

### مکان سیزدهم
| ۲۵ ژوئن |

|  |

| مالزی                             | ۷۲–۸۶ | هند |
| امتیاز بر پایه نیمه: ۳۹–۳۸, ۳۳–۴۸ |       |     |

### مکان یازدهم
| ۲۵ ژوئن |

|  |

| کویت                              | ۷۰–۶۳ | فیلیپین |
| امتیاز بر پایه نیمه: ۳۰–۳۴, ۴۰–۲۹ |       |         |

### مکان نهم
| ۲۵ ژوئن |

|  |

| امارات متحدهٔ عربی | ۲–۰ | ایران |
| عدم حضور رقیب     |     |       |

### مکان هفتم
| ۲۶ ژوئن |

|  |

| ازبکستان                          | ۸۰–۶۵ | قرقیزستان |
| امتیاز بر پایه نیمه: ۴۲–۲۳, ۳۸–۴۲ |       |           |

### مکان پنجم
| ۲۶ ژوئن |

|  |

| عربستان سعودی                     | ۸۲–۹۵ | قزاقستان |
| امتیاز بر پایه نیمه: ۴۲–۵۱, ۴۰–۴۴ |       |          |

## دور نهایی
|  | نیمه‌نهایی | نیمه‌نهایی |    |         | نهایی    | نهایی |  |
|  |           |           |    |         |          |       |  |
|  | ۲۵ ژوئن   |           |    |         |          |       |  |
|  | چین       | ۵۲        |    |         |          |       |  |
|  | تایوان    | ۴۲        |    |         |          |       |  |
|  |           |           |    |         |          |       |  |
|  |           |           |    |         | ۲۶ ژوئن  |       |  |
|  |           |           |    |         | چین      | ۸۷    |  |
|  |           | کرهٔ جنوبی | ۷۸ |         |          |       |  |
|  |           |           |    |         |          |       |  |
|  |           |           |    |         |          |       |  |
|  |           |           |    |         | مکان سوم |       |  |
|  | ۲۵ ژوئن   | ۲۵ ژوئن   |    | ۲۶ ژوئن | ۲۶ ژوئن  |       |  |
|  | کرهٔ جنوبی | ۹۷        |    | تایوان  | ۶۳       |       |  |
|  | ژاپن      | ۷۸        |    |         | ژاپن     | ۶۹    |  |

### نیمه‌نهایی
| ۲۵ ژوئن |

|  |

| چین                               | ۵۲–۴۲ | تایوان |
| امتیاز بر پایه نیمه: ۲۰–۱۹, ۳۲–۲۳ |       |        |

| ۲۵ ژوئن |

|  |

| ژاپن                              | ۷۸–۹۷ | کرهٔ جنوبی |
| امتیاز بر پایه نیمه: ۴۱–۵۳, ۳۷–۴۴ |       |           |

### مکان سوم
| ۲۶ ژوئن |

|  |

| تایوان                            | ۶۳–۶۹ | ژاپن |
| امتیاز بر پایه نیمه: ۳۱–۳۷, ۳۲–۳۲ |       |      |

### نهایی
| ۲۶ ژوئن |

|  |

| کرهٔ جنوبی                         | ۷۸–۸۷ | چین |
| امتیاز بر پایه نیمه: ۳۲–۳۹, ۴۶–۴۸ |       |     |

## جدول نهایی
| رتبه | تیم               | رکورد |
| ---- | ----------------- | ----- |
| 1    | چین               | ۹–۰   |
| 2    | کرهٔ جنوبی         | ۶–۲   |
| 3    | ژاپن              | ۷–۲   |
| ۴    | تایوان            | ۶–۳   |
| ۵    | قزاقستان          | ۶–۲   |
| ۶    | عربستان سعودی     | ۴–۴   |
| ۷    | ازبکستان          | ۳–۴   |
| ۸    | قرقیزستان         | ۳–۵   |
| ۹    | امارات متحدهٔ عربی | ۵–۲   |
| ۱۰   | ایران             | ۵–۳   |
| ۱۱   | کویت              | ۴–۴   |
| ۱۲   | فیلیپین           | ۲–۵   |
| ۱۳   | هند               | ۴–۴   |
| ۱۴   | مالزی             | ۳–۵   |
| ۱۵   | هنگ کنگ           | ۲–۶   |
| ۱۶   | تایلند            | ۱–۷   |
| ۱۷   | اردن              | ۲–۴   |
| ۱۸   | اندونزی           | ۱–۵   |
| ۱۹   | سری‌لانکا          | ۰–۶   |

## جوایز
| قهرمان آسیا ۱۹۹۵    |
| ------------------- |
| · چین · دهمین عنوان |

- باارزش‌ترین بازیکن (ام‌وی‌پی):
  -  Hur Jae
- بهترین امتیازآور:
  -  Hur Jae
- بهترین ۳امتیازی زن:
  -  Yung Kam Wah
- جایزهٔ بازیکن اخلاق:
  -  Oleg Melechtchenko[۱]